# Hiroshi Hirakawa
Hiroshi Hirakawa (født 10. januar 1965) er en japansk fodboldspiller.

## Japans fodboldlandshold
| Japans landshold | Japans landshold | Japans landshold |
| År               | Kmp              | Mål              |
| ---------------- | ---------------- | ---------------- |
| 1985             | 6                | 0                |
| 1986             | 0                | 0                |
| 1987             | 0                | 0                |
| 1988             | 4                | 0                |
| 1989             | 2                | 0                |
| 1990             | 0                | 0                |
| 1991             | 0                | 0                |
| 1992             | 1                | 0                |
| Total            | 13               | 0                |